# Milagreiros

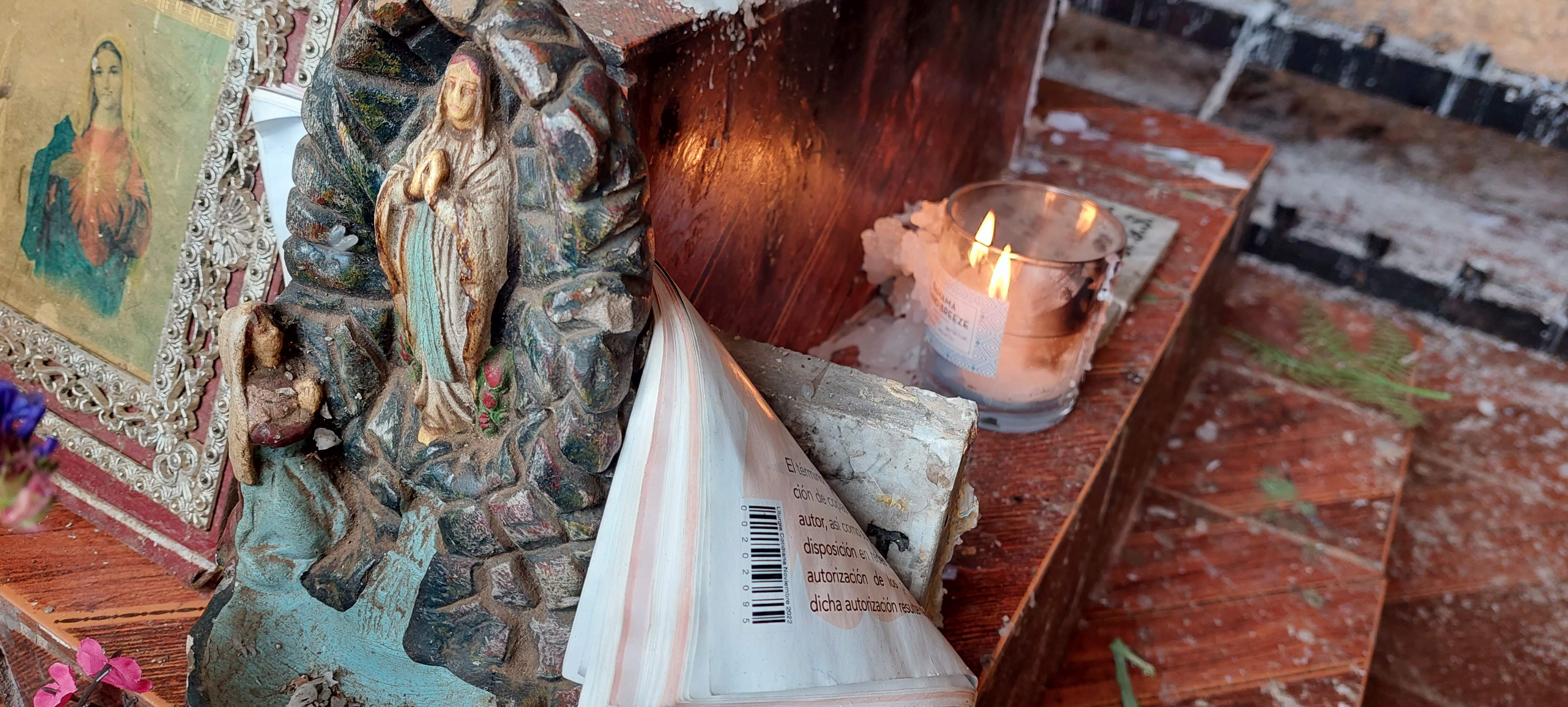
Possível ex-votos e oferendas deixadas como oferta e devoção ao milagreiro

Os milagreiros são pessoas mortas que, segundo a crença popular, realizaram promessas e milagres e que não passaram por nenhum processo de canonização ou beatificação, como ocorre com os santos da Igreja Católica.
O Catolicismo popular é que fortalece os laços entre o milagreiro (aquele que intercede) e o seu devoto (aquele que recebe a graça ou o dito milagre), mantendo assim uma relação entre o divino e o humano. O milagreiro é tido como um santo que intercede por uma causa e se torna confidente e amigo para o devoto, estabelecendo assim um vínculo com maior intimidade. Essa relação de devoção pode co-existir com diferentes santos ou milagreiros, não necessitando do reconhecimento da Igreja Católica. De acordo com Michelle Maia, os milagreiros fazem parte das devoções que não recorrem à canonização realizada pela Igreja Católica.
Essa devoção dá caráter sagrado a certos lugares, onde se acredita que os milagreiros podem atuar através do espaço onde eles se tornaram sacralizados pelos devotos. Essa espacialidade geralmente está relacionada com o lugar em que o sujeito deu o seu último suspiro ou com o lugar em que o seu corpo foi sepultado. Tal materialidade serve como um portal entre o mundo dos vivos e o mundo espiritual, sacralizado pelos devotos.
Essa crença popular desafia o catolicismo oficial pela forma como os milagreiros alçam tais posições dentro do imaginário social. A fé, a trajetória de vida, e a maneira como esses sujeitos que se tornam milagreiros morrem, são alguns fatores que contribuem para torná-los figuras objeto de devoção. Por exemplo, a tragédia é um dos requisitos necessários para que o processo de sublimação aconteça e possa fazer da pessoa falecida um milagreiro. Tendo a tragédia como fundamento, pode-se falar de prostitutas, assassinos, ladrões e cangaceiros. Durante os percursos de dor, próximos à morte, o arrependimento permite a esses sujeitos atingir a redenção e alcançar a sacralidade. 
A relação entre o catolicismo oficial e o não oficial, muitas vezes é marcada por tensões históricas. O catolicismo oficial, liderado pela hierarquia eclesiástica, sempre buscou centralizar e regulamentar as práticas religiosas, garantindo a conformidade com a doutrina e a liturgia. Por outro lado, o catolicismo popular, frequentemente ligado às tradições locais, incorpora elementos culturais que não passam pelo crivo institucional. Sendo assim, os milagreiros enfrentaram a oposição da igreja, que via suas atividades como uma ameaça à autoridade religiosa oficial.
No século XXI, embora ainda existam tensões, a Igreja reconhece o valor cultural e espiritual das práticas populares. Locais associados a milagreiros e santos populares, como santuários de peregrinação, foram institucionalizados, e as figuras passaram a ser toleradas ou parcialmente incorporadas à tradição oficial.

## Origem
A devoção popular é uma prática existente e anterior ao catolicismo. Por exemplo, personagens bíblicos e históricos, como Moisés e Daniel, foram os primeiros a serem consagrados pelas pessoas. Durante o Império Romano e as pessoas passaram a alçar e consagrar aqueles entes que faleciam de forma trágica. Dessa maneira, esses sujeitos se tornavam santos locais.
Essa fé também recebeu influência de diversos povos em confluência na Península Ibérica, como africanos e europeus, durante o período da Idade Média. Os europeus contribuíram com a religião católica e com os sincretismos gerados com os símbolos e divindades politeístas da antiguidade. Os mouros também levaram influências para a Europa a partir do ano 711, com a expansão do islã. Durante a colonização das Américas, Portugal e Espanha foram responsáveis por conduzir parte desse hibridismo para as suas colônias. Essa devoção foi iniciada na antiguidade e recebeu respaldo durante o medievo, a partir da fé colocada naqueles sujeitos que realizavam milagres e tinham uma morte dolorosa, resultando na constituição de mártires. Durante esses processos de imposição da religião dos povos dominadores, o sincretismo religioso foi responsável por manter vivas as antigas tradições e religiões adaptadas ao contexto novo da dominação cultural. A devoção popular era responsável por manter o vínculo entre os sujeitos, a sua comunidade e as tradições locais.
Durante a colonização portuguesa, o Brasil recebeu influências desses povos, dos africanos escravizados e também dos povos indígenas que já habitavam essa espacialidade. A devoção aos santos populares se fez não só no Brasil, mas em toda a América Latina por causa da natureza da colonização nessa região ter sido fundamentada  na influência ibérica e em todos os elementos religiosos locais espalhadas pelo continente. Não se tem registros de qual pode ter sido o primeiro milagreiro, visto que é uma prática muito antiga.

## O que caracteriza um milagreiro
Para explicar o porquê esses mortos se tornam milagreiros existe o conceito de sublimação, um conceito retirado da química, para explicar que esses mortos são alçados ao cargo de milagreiros pelo povo e pela fé, sem processos intermediários como ocorre com os santos.
Os devotos acreditam que a vida santa ou a morte violenta sofrida por essas pessoas expurgou seus pecados e lhe deu capacidade de realizar milagres como forma de ajudar os vivos e de redenção.
Outra coisa que caracteriza um milagreiro é a presença de ex-votos nos locais de devoção, já que eles servem como pagamento das promessas feitas aos milagreiros, e também como divulgadores dos poderes daquele morto. Quanto mais ex-votos no local de devoção, mais milagres aconteceram em nome daquele morto, comprovando a capacidade daquele morto de realizar milagres.

## Locais de devoção

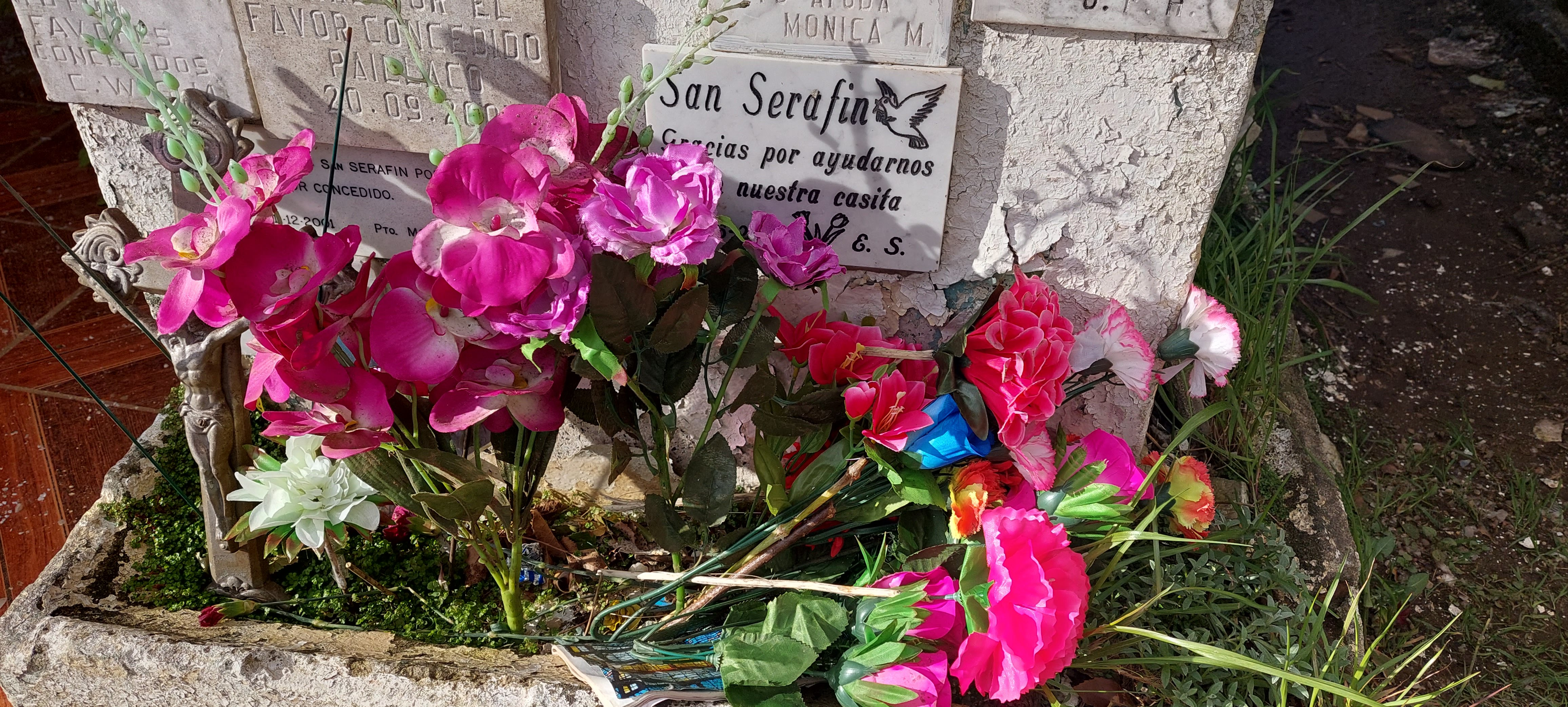
Exemplo de devoção em túmulo

Existem dois locais onde a devoção aos milagreiros pode ocorrer: em seus túmulos ou em seus locais de falecimento, transformando esses espaços em portais espirituais que ligam o mundo dos vivos ao mundo dos mortos. Nesses espaços, as homenagens aos mortos santificados aparecem tanto na identificação do espaço tumular como local de devoção quanto na prática de registrar, através de ex-votos e gestos, a importância do falecido para aqueles que o visitam. O espaço representa uma conexão entre a materialidade e a imaterialidade da devoção e da cultura católica de sepultamento. Esses gestos servem como elementos identificáveis de uma cultura que pode ter caráter universal ou local.

## Importância social e econômica
Socialmente, esses milagreiros são figuras de inspiração e devoção, servindo como símbolos de esperança e proteção divina. Seus túmulos frequentemente se tornam espaços de peregrinação, reforçando laços comunitários e proporcionando um lugar onde as pessoas buscam cura, milagres ou agradecem por graças alcançadas. Do ponto de vista econômico, a veneração dos milagreiros mortos impulsiona o turismo religioso, com romarias e visitas a santuários e cemitérios que movimentam a economia local. O comércio de objetos religiosos, como velas, ex-votos, medalhas e lembranças, é uma fonte de renda importante para comerciantes e artesãos. Os eventos associados à memória desses milagreiros, como festas religiosas e celebrações, geram empregos temporários e incentivam o consumo local. Ou seja, mesmo após a morte, a figura dos milagreiros continua a exercer influência significativa, perpetuando práticas culturais e promovendo o desenvolvimento social e econômico das comunidades que mantêm sua memória viva.

## Casos no Seridó Potiguar
Os casos de milagreiros no estado do Rio Grande do Norte se encontram principalmente no interior do estado na região do Seridó potiguar que abrange 23 municípios. Entre todos estes se destaca a cidade de Florânia, que mantém três casos que são relacionados a crimes ou tragédias que foram resultantes da morte destes ditos milagreiros que foram: Cruz do Caboclo, Santa Menina e José Leão. Mas há também casos em outros munícipios, como o caso de Dr. Carlindo de Souza Dantas, na cidade de Caicó, onde foi assassinado e está sepultado no cemitério Campo Jorge e é lá que se encontra o principal local de devoção que é seu túmulo, recebendo ex-votos. O fato de Dr. Carlindo Dantas ter sido um médico que ajudava ainda em vida com assistência médica os mais pobres fortaleceu ainda mais a ideia de que ele realmente realize milagres por seu intermédio.